# La Résurrection du Christ (Raphaël)
 La Résurrection du Christ est une peinture religieuse attribuée à Raphaël, un tableau exposé au musée d'Art de São Paulo, São Paulo (Brésil) depuis 1954.
Il est repéré aussi sous le nom de Kinnaird Resurrection en référence à l'un de ses propriétaires et pourrait être, par ses dimensions (42 × 44 cm), un des éléments d'une prédelle, éventuellement celle du Retable Baronci.

## Sujet
La Résurrection du Christ est un des thèmes de l'iconographie chrétienne concernant la fin de la Passion du Christ, celui qui montre le Christ ressuscité avant ou pendant sa montée au ciel. Il est représenté accompagné de soldats endormis près de son sarcophage et d'anges dans les nuées.

## Histoire
Datant de 1501/1502, l'œuvre comporte diverses inscriptions sur son envers ainsi que sur le cadre. La plus ancienne est probablement celle permettant de lire Giachino Mignatelli, certainement le nom du premier possesseur du tableau.
En 1880 Wilhelm von Bode a vu le tableau dans la collection Kinnaird en Écosse et le signala à Cavalcaselle, qui  ne l'avait jamais remarqué.
En 1927 Regteren van Altena compara l'œuvre avec deux dessins conservés à l'Ashmolean Museum d'Oxford, que d'autres historiens d'art rapprochaient à la  Résurrection de San Francesco al Prato du Pérugin, considérée à diverses reprises comme une œuvre collaborative avec Raphaël.
En 1946, le tableau fut mis aux enchères à Londres avec une attribution à Mariano di ser Austerio et fut emmené au Brésil où, en 1954, il devint propriété du musée d'Art de São Paulo.
Une nouvelle certification de l'œuvre fut faite par Suida, qui confirma l'attribution à Raphaël avec l'assentiment  d'autres experts (Ragghianti, Roberto Longhi, Camesasca et Brizio), seul Bernard Berenson la contesta.
La datation 1501-1502 est la plus acceptable et correspond à la période intermezzo pinturicchiesco, qui caractérisa quelques tableaux comme la Madone Solly, avec un goût marqué pour l'ornement et la décoration fine.

## Description
Dans la partie centrale basse du tableau, entouré de soldats armés surpris par l'événement et d'un serpent se lovant, le sarcophage à panneaux de marbres colorés, ouvert avec son couvercle déplacé, est surmonté, au centre haut, du  Christ dans les airs, porté par un léger nuage doré aligné dans le rond du soleil, et portant une toge rouge à filets dorés et sa bannière blanche à fine croix rouge, l'étendard de la Résurrection.
Deux anges, dans la même posture symétrique, un bras levé, l'accompagnent de part et d'autre, déroulant leurs  phylactères : celui de gauche portant une tunique violacée, celui de droite une tunique verdâtre.
Un groupe de femmes (les trois Marie auréolées, inconscientes de l'événement) est visible dans le plan éloigné du paysage collinaire, qui fait place, vers la droite, à un fleuve et à une perspective bleutée qui s'éclaircit vers  le soleil levant.

## Analyse
La composition dérive des modèles du Pérugin. En effet un sépulcre similaire se trouve sur une tablette de la prédelle du Polittico di San Pietro, tandis que, sur la Pala di San Francesco al Prato, on peut voir des images similaires de soldats épouvantés ainsi que le couple d'anges volant portant des phylactères.
Malgré cela, Raphaël s'est en partie affranchi du modèle en situant la scène dans un paysage plus varié et animé (lié à la leçon du Pinturicchio), dans la plus grande richesse et élaboration du tombeau, dans les vêtements plus raffinés, les gestes plus vifs, plus de force dans les couleurs, donnant un plus grand rendu plastique aux images.
Les anges sont aussi plus animés que les modèles du Pérugin et renvoient plutôt aux exemples florentins comme la Pala degli Otto (it) de Filippino Lippi, que probablement Raphaël eut l'occasion de voir pendant un de ses brefs déplacements qui ont caractérisé son activité dans la période antérieure à l'an 1504.

## Source
- (it) Cet article est partiellement ou en totalité issu de l’article de Wikipédia en italien intitulé « Resurrezione di Cristo (Raffaello) » (voir la liste des auteurs).